# Laravel
Laravel је бесплатан веб оквир отвореног кода заснован на PHP-у за изградњу веб апликација високог квалитета. Направио га је Тејлор Отвел и предвиђен је за развој веб апликација које следе модел–поглед–контролор (MVC) архитектуру, базирану на Symfony-у. Неке од карактеристика Ларавела укључују модуларни  систем паковања са посебним менаџером зависности, различите начине за приступ релационим базама података, алате које помажу у примени и одржавању апликација и његова оријентација ка синтаксичком захтеву.  ‍:2,5–9 
Изворни код Laravel-а је смештен на GitHub-у и лиценциран је под условима МИТ лиценце . 

## Историја
Taylor Otwell је креирао Laravel са циљем да пружи напреднију алтернативу оквиру за развој веб апликација, као што је био CodeIgniter, који није пружао одређене функције као што је уграђена подршка за аутентификацију и ауторизацију корисника. Прво бета издање Laravel-а је објављено 9. јуна 2011. године, а затим је следило издање Ларавел 1 касније истог месеца. Lareavel1 је укључивао уграђену подршку за  аутентификацију, локализацију, моделе, погледе, сесије, рутирање и друге механизме, али није имао подршку за контролере, што га је спречило да буде прави MVC оквир. 
Laravel 2 је објављен у септембру 2011. године, доносећи различита унапређења од аутора и заједнице. Главне нове функције укључивале су подршку за контролере, што је учинило Laravel 2 потпуно компатибилним са MVC обрасцом, уграђену подршку за принцип инверзије контроле (IoC) и систем шаблона који се зове Blade. Као недостатак, подршка за пакете трећих страна је уклоњена у Laravel-у 2. 
Laravell 3 је објављен у фебруару 2012. са низом нових функција, укључујући cmd интерфејс командне линије (CLI) под називом Artisan, уграђену подршку за више система за управљање базама података, миграције базе података као облик контроле верзија за изглед базе података, подршку за обраду event-а, и систем паковања под називом Bundles. Пораст корисничке базе и популарности Ларавела синхронизован је са објавом Laravel  3. 
Laravel 4, кодно назван Illuminate, објављен је у мају 2013. године. Направљен је као потпуна преправка Laravel оквира, мигрирајући његов распоред у сет одвојених пакета дистрибуираних путем Композера, који служи као менаџер пакета на нивоу апликације. Такав распоред побољшао је проширивост Laravel 4, који је упарен са његовим званичним редовним распоредом објављивања који се протеже шест месеци између мањих издања. Остале нове функције у Laravel 4 издању укључују seeding базе података за почетно попуњавање база података, подршку за  за редове порука, уграђену подршку за слање различитих врста емаилова и подршку за одложено брисање записа из базе података названо меко брисање.  ‍:18–19
Laravel 5 је објављен у фебруару 2015. године као резултат интерних измена које су довеле до пренумерисања тадашњег будућег издања Laravel 4.3. Нове функције у издању Laravel 5 укључују подршку за закажени извршени задатак преко пакета позваног Scheduler, слој апстракције позван Flysystem који омогућава коришћење удаљеног складиште на исти начин као и локални систем датотека, унапређено управљање активностима пакета путем Elixir-а и поједностављену екстерну аутентикацију путем опционалног пакета Socialite. Laravel 5 такође је увео нову интерну структурудиректоријума за развијене апликације.  ‍:13–14
Lumen 5.0 је почетно издање Lumen оквира, лаког деривата Laravel-а оптимизованог за брзину. Ово првобитно издање је базирано је на Laravel 5.x серији PHP компоненти, а последеће верзије одражавају Laravel верзије са којима дели заједничку инфраструктуру.  Од 2022. године, аутори више не препоручују коришћење Lumen ради ових предности, већ уместо тога промовишу Ларавел Октан.
Ларавел 5.1, који је објављен у јуну 2015, било је прво издање Laravel-а које је добило дугорочну подршку (LTS). Планирано је било да нове LTS верзије излазе сваке две године. 
Laravel 5.3 је објављен 23. августа 2016. Нове функције у 5.3 верзији фокусирају се на унапређење брзине развоја додавањем додатних унапређења која су одмах доступна за учестале задатке.
Laravel 5.4 је објављен 24. јануара 2017. године, са многим новим функцијама као што су Laravel Dusk, Laravel Mix, Blade Components and Slots, Markdown Emails, Automatic Facades, Route Improvements, Higher Order Messaging for Collections и многе друге. 
Laravel 6 је објављен 3. септембра 2019. године. У њега су укључени генератор кода помоћу Shift Blueprint, семантичко верзионисање, компатибилност са Laravel Vapor, унапређени одговори за ауторизацију, унапређени middleware за задатке, "lazy" колекције и унапређења sub-query-а. Фронтенд шаблони су уклоњени из главног пакета и премештени у laravel/ui пакет.
Laravel 7 је објављен 3. марта 2020. године, са новим функцијама као што су Laravel Sanctum, Custom Eloquent Casts, Blade Component Tags, Fluent String Operations и унапређења у Route Model Binding. 
Laravel 8 је објављен 8. септембра 2020. године, са новим функцијама као што су Laravel Jetstream, model factory classes, migration squashing, Tailwind CSS за приказе пагинације и друга унапређења корисничког искуства.
Ларавел 9 је објављен 8. фебруара 2022. 
Ларавел 10 је објављен 14. фебруара 2023. 
Laravel 11 ажурирање је објављено 12. марта 2024. године. Ово је било најављено на Laravel блогу и на друштвеним мрежама, а такође је детаљно размотрено на EU Laracon-у  који је организован у Амстердаму 5-6. фебруара од стране оснивача Laravel-а, Taylor Otwell-а. У складу са информацијама датим од стране Laravel, за исправке грешака ће бити потребно време до 3. септембра 2025. године, док ће за решавање безбедносних проблема требати време до 12. марта 2026. године. Такође је најављено да ће зарад функционисања, Laravel 11 захтевати минималну верзију PHP-а 8.2. Поред Laravel 11, у истом ажурирању је покренут и још један изузетан алат, који је назван Laravel Reverb.

### Историја издања
Верзије означене као LTS (дугорочна подршка) се подржавају са исправкама грешака током 2 године и исправкама безбедности током 3 године. Остале верзије су подржане са исправкама грешака током 6 месеци и исправкама безбедности током 1 године.  Од верзије 8, главне верзије се објављују годишње, а временска линија подршке је: исправке грешака током 18 месеци и исправке безбедности током 2 године, за све верзије. За додатне библиотеке, само најновија главна верзија прима исправке грешака.
| Version        | Release date        | PHP version |
| -------------- | ------------------- | ----------- |
| Шаблон:Version | Јун 2011.           |             |
| Шаблон:Version | Септембар 2011.     |             |
| Шаблон:Version | 22 фебруар, 2012.   |             |
| Шаблон:Version | 27. март, 2012.     |             |
| Шаблон:Version | 22. мај, 2012.      |             |
| Шаблон:Version | 28. мај, 2013.      | ≥ 5.3.0     |
| Шаблон:Version | 12. децембар, 2013. | ≥ 5.3.0     |
| Шаблон:Version | 1. јун 2014.        | ≥ 5.4.0     |
| Шаблон:Version | 4. фебруар, 2015.   | ≥ 5.4.0     |
| Шаблон:Version | 9. јун, 2015.       | ≥ 5.5.9     |
| Шаблон:Version | 21. децембар, 2015. | ≥ 5.5.9     |
| Шаблон:Version | 23. август, 2016.   | ≥ 5.6.4     |
| Шаблон:Version | 24. јануар, 2017.   | ≥ 5.6.4     |
| Шаблон:Version | 30. август, 2017.   | ≥ 7.0.0     |
| Шаблон:Version | 7. фебруар, 2018.   | ≥ 7.1.3     |
| Шаблон:Version | 4. септембар, 2018. | ≥ 7.1.3     |
| Шаблон:Version | 26. фебруар, 2019.  | ≥ 7.1.3     |
| Шаблон:Version | 3. септембар, 2019. | 7.2 – 8.0   |
| Шаблон:Version | 3. март, 2020.      | 7.2 – 8.0   |
| Шаблон:Version | 8 септембар, 2020.  | 7.3 – 8.1   |
| Шаблон:Version | 8. фебруар, 2022    | 8.0 – 8.2   |
| Шаблон:Version | 14. фебруар, 2023   | 8.1 - 8.3   |
| Шаблон:Version | 12. март. 2024      | ≥ 8.2       |
| Шаблон:Version | Q1 2025             | ≥ 8.2       |

## Карактеристике
Следеће карактеристике служе као кључне тачке дизајна Laravel-а (где није специфично наглашено, описи се односе на карактеристике Laravel-a 3):   ‍:5–9  
- Bundles обезбеђују модуларни систем паковања од издавања Laravel 3, са укљученим функцијама које су већ доступне за једноставно додавање апликацијама. Додатно, Laravel 4 користи Composer као менаџер зависности да би додавао PHP пакете који су независни од оквира, као и Ларавел-специфичне пакете који су доступни на Packagist репозиторијуму.[27]
- Eloquent ORM (object-relational mapping) представља напредну PHP имплементацију активних записа, истовремено пружајући интерне методе за примену ограничења на односе између објеката базе података. Придржавајући образац активних записа, Eloquent ORM представља базе података as класе, при чему су инстанце објеката повезане са појединачним редовима табеле.[28]
- Query builder, доступан од Laravel 3, представља директнију алтернативу приступу бази података у односу на Eloquent ORM. Уместо захтевања да се SQL queries упити пишу директно, Laravel-ов query builder обезбеђује скуп класа и метода који могу програмски да граде упите. Такође омогућава селектовано кеширање резултата извршених упита.[29]
- Логика апликације је интегрални део развијених апликација, која се имплементира или коришћењем контролера или као део декларација рута. Синтакса  која се користи за дефинисање логике апликације слична је онога који користи фрејмворк Sinatra.
- Обратно рутирање дефинише однос између веза и рута, омогућавајући да касније промене у рутама аутоматски буду прослеђене у одговарајуће везе. Када се везе праве коришћењем имена постојећих рута, Laravel аутоматски креира одговарајуће униформне ресурсне идентификаторе (URIs).
- Контролери у стилу REST-а пружају опционални начин за раздвајање логике која стоји иза обраде HTTP GET и POST захтева.Аутоматско учитавање класа омогућава аутоматско учитавање PHP класа без потребе за ручним одржавањем путања укључивања. Учитавање по потреби спречава укључивање непотребних компоненти, тако да се учитавају само заиста коришћени компоненти.
- View композери служе као прилагодљиве логичке јединице кода које се могу извршити када се учита поглед.
- Blade templating engine комбинује један или више шаблона са моделом података како би произвео резултатне прегледе, тако што преводи шаблоне у кеширани PHP код за побољшану перформансу. Blade такође пружа скуп сопствених контролних структура као што су условне изјаве and петље, које се интерно мапирају на њихове PHP паралеле. Осим тога, Laravel сервиси могу бити позвани из Blade шаблона, а сам шаблонски мотор може бити проширен са прилагођеним директивама.[30][31]
- IoC контejнери омогућавају генерисање нових објеката следећи принцип инверзије контроле (IoC),  у коме фрејмворк позваће специфичан код за апликацију или задатак, са опционалним инстанцирањем и референцирањем нових објеката као  уникати.
- Миграције представљају систем контроле верзија system за шеме базе података, омогућавајући повезивање измена у application's кодној бази апликације и потребних измена у распореду базе података.  Као резултат, ова карактеристика олакшава софтверско распоређивање  и ажурирање апликација базираних на Laravel-у.[32]
- Database seeding омогућава начин за попуњавање табела базе података са одабраним подацима који могу бити коришћени за тестирање апликације или бити извршени као део почетног подешавања апликације.[32]
- Модуларно тестирање је део суштинског дела Laravel-а,[8]‍:61–62 који сам по себи садржи јединичне тестове који откривају и спречавају регресије у оквиру фрејмворка. Јединични тестови могу бити покренути коришћењем предвиђене .artisan command-line utility.
- Аутоматска пагинација олакшава задатак имплементације постраничавања, замењујући уобичајене ручне приступе имплементацији аутоматизованим методама интегрисаним у Laravel-у.
- Форма захтева је функционалност у Laravel-у 5 која служи као основа за валидацију уноса форме, тако што интерно повезује слушаоце догађаја, што резултује аутоматским позивањем метода за валидацију форме и генерисањем актуелне форме.
- Homestead - Vagrant виртуелна машина која обезбеђује Laravel програмерима све алате потребне за развој Laravel апликација, укључујући Ubuntu, Gulp, Bower и друге алате за развој који су корисни за развој веб апликација великог обима.[33]
- Sail - пружа одличну основу за изградњу Ларавел апликације користећи PHP, MySQL и Redis без потребе претходног искуства са Docker-ом..[34]
- Valet - Алат за брзо постављање минималног PHP локалног развојног окружења на вашем[ко?] Mac рачунару користећи снагу Homebrew-а, Nginx-а и DnsMasq-а.[35]

### Готови пакети
Готове пакете које Laravel нуди преко Composera-а и Packagist -а укључују следеће:
- Cashier -  Laravel 4.2[36]
- Envoy -  Laravel 4.2 [37]
- Socialite, обезбеђује поједностављене механизме за аутентификацију са различитим OAuth провајдерима укључујући  Facebook, Twitter, Google, GitHub and Bitbucket.[38]
- Passport - Laravel 5.3 [39]
- Scout-  Laravel 5.3 [40]
- Dusk - Laravel 5.4 [41]
- Horizon -  Laravel 5.5 [42]
- Telescope, - Laravel 5.7 [43]
- Sanctum -  Laravel 7.0 [44]
- Jetstream - Laravel 8.0[45]
- Fortify - Laravel 8.0 [46]
- Breeze
- Reverb,[47] - Laravel  11

У Laravel-у интерфејс командне линије (CLI), назван Artisan, је првобитно уведен у верзији 3 са ограниченим скупом функција. Каснија миграција Laravel-а на Composer-у засновану архитектуру омогућила је Артисану да укључи различите компоненте из Symfony-а, што је резултовало доступношћу додатних функција Артисана у Laravel-у 4.
Функционалности Artisan-а су мапиране на различите подкоманде услужни програма командно-линијског типа - Artisan, пружајући функционалности које помажу у управљању и изградњи апликација заснованих на Ларавелу. Заједничке употребе Артисана укључују управљање миграцијама и почетно попуњавање базе података, објављивање садржаја пакета и генерисање шаблонског кода за нове контролере и миграције; ово последње ослобађа програмера од креирања прописних скелета кода. Могућности и функционалности Артисана такође се могу проширити имплементацијом нових прилагођених команди, које, на пример, могу бити коришћене за аутоматизацију апликацијских специфичних понављајућих задатака.

## Конференције
Laracon је официјална конференција посвећена Laravel фрејмворку, која покрива његов развој, употребу и сродне опште теме развоја софтвера. Laracon се одржао у Сједињеним Државама, Европи и преко интернета.   Уобичајено, конференција се одржава у Сједињеним Државама и Европи сваке године. 2017. године је била прва година када је Laracon одржан искључиво као онлајн догађај. 2018. године је била прва година када је Laracon одржан у Аустралији. Сваке године конференција има различит број спонзора и организатора, али Laravel, Laravel News и UserScape обично су основни организатори.
Иако су бројне Laracon конференције официјално организоване, под именом Laravel Live, одржава се и низ других конференција. Тренутно, годишње се одржавају конференције Laravel Live UK, Laravel Live Denmark и Laravel Live India.    Иако се они званично не воде, они имају дозволу Тејлора Отвела да користе име Ларавел.